# 보키메콧쥐
보키메콧쥐 또는 보키메콧가시쥐(Halmaheramys bokimekot)는 쥐과에 속하는 설치류의 일종이다. 할마헤라쥐속에 속하는 2종 중 하나이다. 말루쿠 제도의 할마헤라섬에서 발견되었고, 2013년 발표되었다. 종소명과 일반명은 보키메콧쥐의 모식산지인 할마헤라섬 웨다 만 북부, 사게 마을 북쪽에 위치한 보키 메콧(Boki Mekot, 위치: 00°36′42.60″N, 128°2′49.00″E) 이름에서 유래했다.